# Chevrolet Series C Classic Six
Chevrolet Series C Classic Six — перший автомобіль, випущений американським автовиробником Chevrolet. Це один із небагатьох Chevrolet, виготовлених у той час, коли в компанії працював гонщик Buick Луї Шевроле, який встановлював рекорди. Цей Chevy ери латуні був набагато більшим, потужнішим, більш стилізованим і, отже, дорожчим за автомобілі, які зрештою його замінять. Луї Шевроле сподобався, але Вільям Дюрант мав на увазі дешевшу машину.